# Exoprosopa discriminata
Exoprosopa discriminata är en tvåvingeart som beskrevs av Mario Bezzi 1912. Exoprosopa discriminata ingår i släktet Exoprosopa och familjen svävflugor.
Artens utbredningsområde är Malawi. Inga underarter finns listade i Catalogue of Life.